# Filharmonisch Orkest van Turku

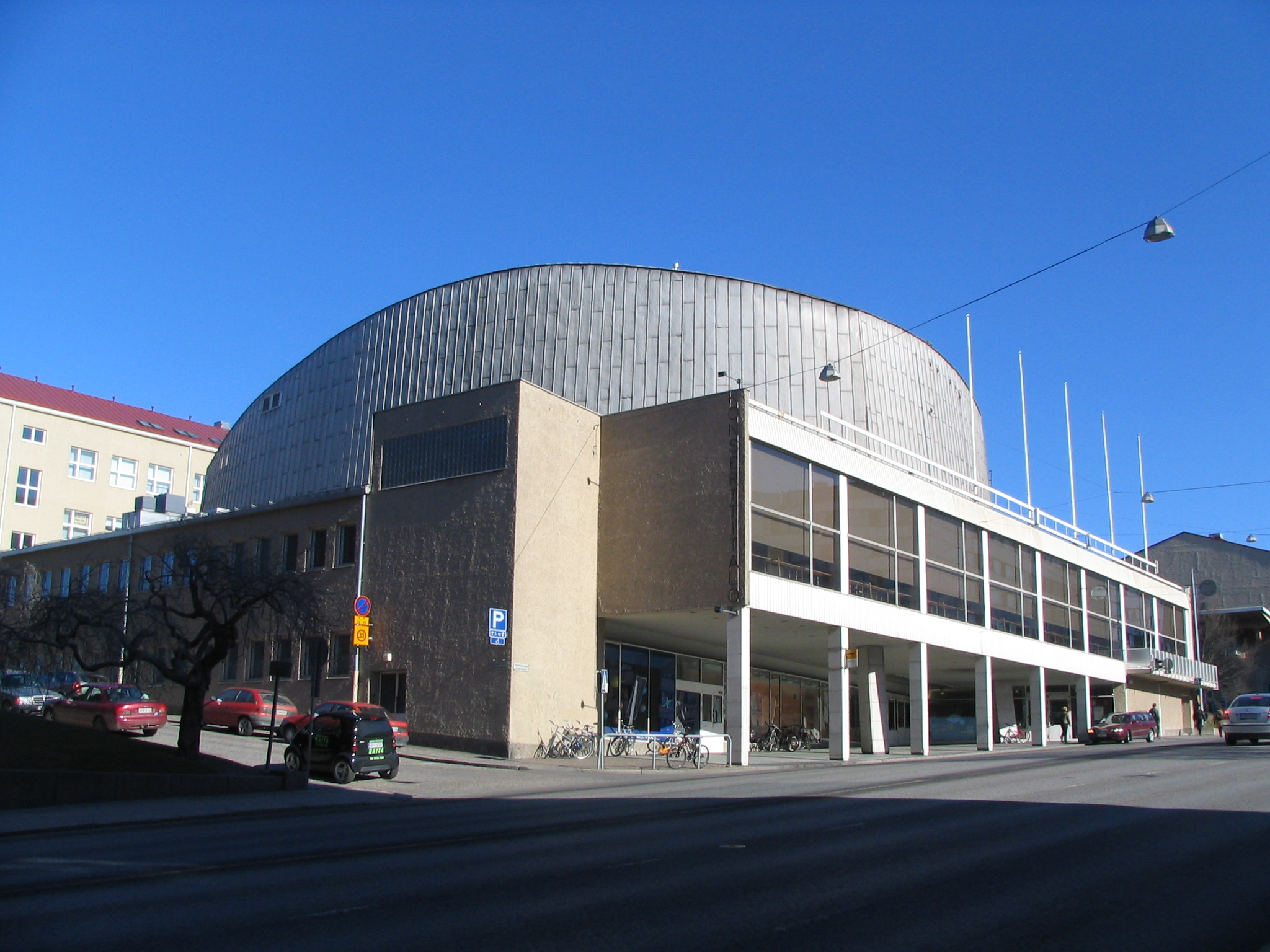
Het Concertgebouw van Turku

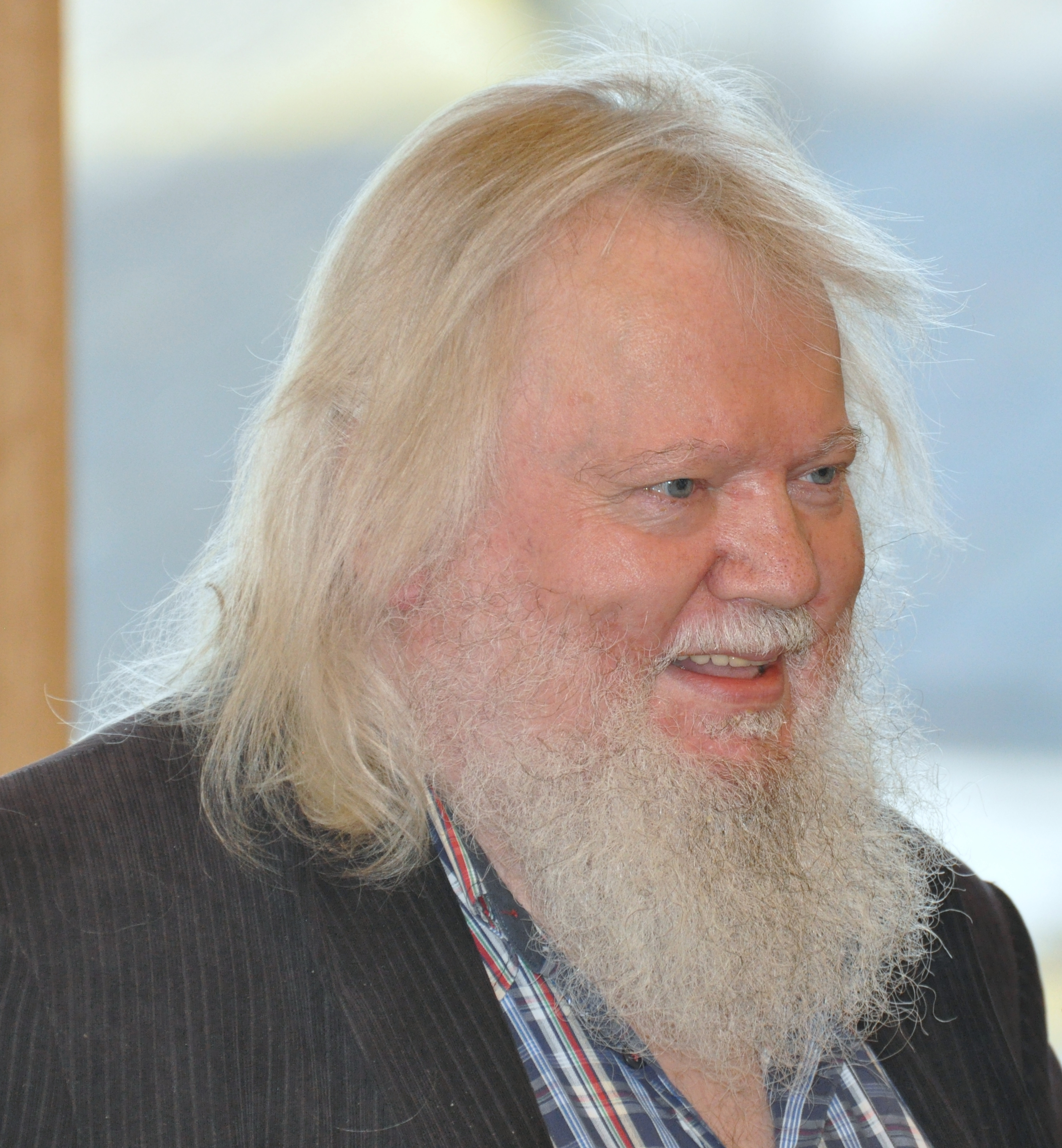
Eredirigent Leif Segerstam

Het Filharmonisch Orkest van Turku (Fins: Turun Filharmoninen Orkesteri, Zweeds: Åbo Filharmoniska Orkester) is een symfonieorkest met als standplaats Turku in Finland. In 2020 stond het orkest onder leiding van eerste gastdirigent Julian Rachlin, begin 2021 startte Olli Mustonen als chef-dirigent en artistiek leider. 
De basis voor het orkest, het oudste van Finland, werd al in 1790 gelegd door de oprichting van de Filharmonische Vereniging van Turku (Musikaliska Sällskapet i Åbo); Turku was toen de belangrijkste stad van het land. Deze vereniging zou tot 1924 blijven bestaan, toen ze door gebrek aan financiële middelen werd opgeheven. Drie jaar later richtten 29 musici het orkest weer op onder de naam Turun Kaupunginorkesteri (Stedelijk Orkest van Turku), maar het was toen semi-professioneel. Pas in 1942, midden in de Tweede Wereldoorlog, was er weer geld genoeg om een beroepsorkest te vormen. Eind jaren 80 bestond het orkest uit circa 60 musici, die niet alleen in thuisbasis Turku concerteren, maar ook in geheel Finland, de Noordse landen en de Baltische staten. In 2020 telt het orkest ruim 70 musici. 
Ter viering van zijn 60-jarige bestaan in 1987 liet het orkest Mikko Heiniö zijn Possible Worlds - een symfonie componeren. Het  orkest verzorgde in 2008 de eerste uitvoering van het vioolconcert van deze componist. Heiniö is sinds geruime tijd de vaste huiscomponist van het orkest.  
Leif Segerstam, die van 2012 tot 2019 chef-dirigent van het orkest, was eredirigent van het orkest. Ook Paavo Berglund had vanaf 2002 deze titel. 
Standplaats van het orkest is sinds 1052 het concertgebouw van Turku (Turun Konserttitalo).  